# Gaspar Manrique
Gaspar Manrique (-antes de 1560) fue un noble español.

## Biografía
Fue hijo de Rodrigo Manrique de Ayala, caballero (muy probablemente profeso de tres votos) de la orden de Calatrava y de Ana de Castilla. En el momento del nacimiento, su madre continuaba casada con Gutierrez de Belvís, señor de Monroy; aunque había pedido la nulidad de este vínculo en Roma. De la cohabitación entre ambos nacería Gaspar Manrique que posteriormente sería legitimado por Carlos I de España. Una vez obtenida la nulidad del matrimonio de su madre con Gutierre de Belvís, sus padres contrajeron matrimonio y tuvieron nueve hijos, hermanos enteros de Gaspar:
- Rodrigo, eclesiástico.
- Íñigo, ídem.
- Alonso Manrique de Guzmán, casado con Elvira de Guzmán, hija de Vasco Ramírez de Guzmán y de su esposa Elvira de Guzmán, hija a su vez de Fernando Pérez de Guzmán, señor de Batres.
- María
- María de Castilla, dominica en el convento de la Madre de Dios de Toledo.

Por parte de su padre era nieto de Rodrigo Manrique, conde de Paredes y maestre de la orden de Santiago, y de su tercera esposa, Elvira de Castañeda (hija a su vez de Pedro López de Ayala, I conde de Fuensalida). Por parte de madre era nieto de Pedro de Castilla, corregidor de Toledo; hijo a su vez de Pedro de Castilla, obispo de Osma y de Palencia y nieto de Pedro I el Cruel.
En 1527 Gaspar hizo sus pruebas para ser caballero de la orden de Santiago. Además, Carlos I le hizo alcaide de Uclés que había sido tomado por su abuelo paterno Rodrigo. Ese mismo año participó en las fiestas caballerescas celebradas en Valladolid, como Caballero de la Espera Quebrada entre Dos Leones. En estas fiestas participó el emperador Carlos 
Contrajo matrimonio con Isabel de Castilla, hija de Pedro Suárez de Castilla y de su esposa Leonor de Ulloa. Isabel era entonces dama de la emperatriz Isabel. De este matrimonio nacerían seis hijos:
- Rodrigo Manrique, muerto en la infancia.
- Íñigo Manrique.
- Pedro Manrique de Castilla, caballero de la orden de Alcántara, comendador de La Batundera en esa orden. Fue también gentilhombre de boca de Felipe II.
- Ana Manrique, muerta mientras era dama de la reina Isabel de Valois, tercera esposa de Felipe II.
- Estefanía Manrique de Castilla, dama de la reina Isabel de Valois y de Ana de Austria.
- Juana de Castilla, religiosa en el convento de Santa Isabel de los Reyes de Toledo.

Murió antes de 1560. Su mujer, ya viuda serviría como guardadamas de Isabel de Valois, tercera esposa de Felipe II. Sus hijas Ana y Estefanía sirvieron también como damas de la reina durante ese período.
Gaspar sería enterrado en el templo de la casa profesa de la Compañía de Jesús en Toledo, que era patronazgo de sus hijos Pedro y Estefanía. En concreto fue trasladado a su construcción definitiva en el siglo XVIII junto con su mujer e hijos Pedro y Estefanía, así como otros familiares.